# Andrej Gollmayer
Andrej Gollmayer ali Gollmayr (italijansko Andreas Gollmayr) slovenski teolog, katoliški duhovnik, škof, prevajalec Svetega pisma, * 28. november 1797, Radovljica, † 17. marec 1883, Gorica.

## Življenje
Rodil se je kot otrok premožne kmečke družine očetu meščanu Matevžu in materi Alenki (rojena Pogačnik). Bil je sorodnik Urbana Golmajerja, ustanovitelja samostana šolskih sester v Tomaju, ki je bil bratranec Matije Čopa.
Šolal se je v Radovljici. Leta 1816 je dovršil licej, nato od 1818 do 1821 je študiral filozofijo in bogoslovje v Ljubljani. 23. septembra 1821 je bil posvečen za duhovnika. Leta 1822 je z odličnim uspehom dovršil teologijo. V gimnaziji je bil sošolec pesnika Mihe Kastelica, ki je bil urednik Kranjske Čbelice.
Duhovniško službo je začel 1822 na Brdu na Gorenjskem. Ljubljanski škof Anton Alojzij Wolf ga je poslal na Avguštinej na Dunaj. Tukaj je doktoriral iz teologije (1828). Nato je kaplanoval v Polju pri Ljubljani. Na ljubljanski teološki fakulteti je postal profesor dogmatike, kjer so ohranjeni tudi zapiski njegovih predavanj, ki jih je 1833 napisal Jože Lesjak. Poleg dogmatike je poučeval tudi vzgojeslovje in je bil podrektor semenišča od 1829 do 1836.
Leta 1836 so ga imenovali za namestniškega svetnika pri vladi v Trstu, kjer je do leta 1845 vodil oddelek za cerkvene in šolske zadeve. Iz Trsta je bil premeščen na Dunaj za svetnika dvorne komisije in referenta za javne šole (1845). Od leta 1848 je postal svetnik v ministrstvu za šolstvo in opat z istim referatom. Pravtako je dobil referat za bogočastje.
18. novembra 1854 je bil imenovan za goriškega knezonadškofa. Apostolski sedež je imenovanje potrdil 23. marca 1855. 3. junija mu je škof Wolf v Ljubljani podelil škofovsko posvečenje.

## Delo
Gollmayer je veliko delal za prenovo in poživitev verskega življenja na Gorenjskem. V Gorici je izdal pastirski list, ki je v celoti posvečen ustanovitvi malega semenišča. V listu je Gollmayer povabil vernike, da bi za postavitev semenišča kaj žrtvovali. Jeseni 1857 je semenišče začelo delovati. Gollmayer je dal semenišču novo, pomlajeno vodstvo in izbral več mlajših duhovnikov, ki jih je s tem namenom poslal študirat na Dunaj. Po končanju njihovih študijev jih je potem postavil v bogoslovju za ravnatelje in profesorje. Pravtako je poskrbel za materialno prenovitev stavbe.
Vpeljal je redne letne duhovne vaje, da bi prenovil duhovščino, zanje je oskrbel ugledne jezuitske pridigarje. Tudi v bogoslovje je vpeljal celotedenske duhovne vaje.
Nato je Gollmayer ustanovil dvajset novih župnij in vikariatov na območju škofije. Gollmayer je pospeševal duhovniško izobrazbo, sprejel v škofijo jezuite, šolske in druge sestre. Preosnoval je tudi goriško zastavljalnico, tako da je pospeševal polog in podpiral odkupnino zlasti drobnih zastavitev ter storil vse potrebno, da so se tozadevne operacije v korist najrevnejših prebivalcev hitro opravile, posebej ko je šlo za hitro pomoč ob boleznih, smrti v družini ali uvajanje mladih v primerne poklice ali v javne mestne šole.
V Rimu je prisostvoval kanonizaciji devetintridesetih japonskih mučencev. Imenovali so ga za prisednika papeškega prestola in prejel je častno meščanstvo mesta Rima. Leta 1869 se je udeležil prvega vatikanskega koncila, vendar je hitro zbolel in se ni več vrnil v Rim.
15. avgusta 1863 je v prisotnosti beneškega patriarha Giuseppeja Luigija Trevisanata in videmskega nadškofa Andree Casasole kronal čudodelni kip Marije iz Barbane. Na Gollmayerjevo pobudo so temeljito popravili oglejsko baziliko. Delo je bilo dovršeno do leta 1876.
Po Gollmayerjevi zaslugi je bila tudi urejena knezonadškofijska pisarna v Gorici. Srebrni jubilej svoje pastirske službe je praznoval 24. junija 1880. Za svoje delo ga je leta 1864 avstrijski cesar Franc Jožef I. imenoval za svojega tajnega svetovalca. Leta 1863 je postal častni član slovenske čitalnice v Gorici. Od 1861 je bil poslanec v deželnem zboru in predstojnik reda sv. Leopolda.

### Književno delo
V mladih letih je popravil Japljevo Novo zavezo, ki so jo pregledali Jurij Zupan, Josip Burger in Blaž Potočnik. Evangeliji so izšli leta 1834, vendar je drugi del Nove zaveze ostal v rokopisu. Pozneje je bil ta rokopis podlaga za Wolfovo Biblijo.
Gollmayer je kot škofijski cenzor imel opraviti tudi s Prešernovimi besedili. Tako je dobil v cenzuro Krst pri Savici in proti postopku je zadevo pozitivno rešil.
Gollmayer je spoznal potrebo po uradnem glasilu v nadškofiji. Zato je s pomočjo svojih semeniških profesorjev začel 1874 izdajati Folium periodicum, ki je kasneje postal izrednega pomena za zgodovino Gorenjske, saj so bila v njem objavljena publicistična dela Štefana Kociančiča, Antona Mahniča in drugih avtorjev.